# Ковтуновка (Золотоношский район)
Ковтуновка (укр. Ковтунівка) — посёлок в Золотоношском районе Черкасской области Украины.
Население по переписи 2001 года составляло 133 человека. Занимает площадь 0,36 км². Почтовый индекс — 19711. Телефонный код — 4737.

## Местный совет
19711, Черкасская обл., Золотоношский р-н, с. Каленики, ул. Супейская, 6а

## История
Хутор был приписан к Покровской церкви в Калениках.
В 1862 году  на хуторе владельческом Ковтуновском было 12 дворов где жило 115 человек (57 мужского и 58 женского пола),а в 1911 году 208 человек ( по 104 обеих полов)
С 1869 по 1914 назывался хутор Шадрины, а в 1826 хутора Ковтуновские